# Naczyn Mongusz
Naczyn Ołziejewicz Mongusz (ros. Начын Олзеевич Монгуш; ur. 28 stycznia 2000) – rosyjski zapaśnik startujący w stylu wolnym. Mistrz Europy w 2025 i drugi w 2021. Złoty medalista wojskowych MŚ w 2021. 
Mistrz świata U-23 w 2023. Mistrz Europy juniorów w 2019. Wicemistrz Rosji w 2021 i 2023; trzeci w 2023 roku.